# Emmett (Kansas)
Emmett es una ciudad ubicada en el de condado de Pottawatomie en el estado estadounidense de Kansas. En el año 2010 tenía una población de 191 habitantes y una densidad poblacional de 382 personas por km².

## Geografía
Emmett se encuentra ubicada en las coordenadas 39°18′26″N 96°03′23″O / 39.307092, -96.056368 (39.307092, -96.056368).

## Demografía
Según la Oficina del Censo en 2000 los ingresos medios por hogar en la localidad eran de $27,778 y los ingresos medios por familia eran $27,750. Los hombres tenían unos ingresos medios de $35,208 frente a los $14,750 para las mujeres. La renta per cápita para la localidad era de $12,078. Alrededor del 27.3% de la población estaban por debajo del umbral de pobreza.